# Urs Meier (football, 1961)
Ne pas confondre avec l'arbitre suisse Urs Meier.
Urs Meier, né le 7 juillet 1961 à Zurich, est un footballeur suisse reconverti comme entraîneur.

## Biographie
Il est le sélectionneur par intérim du Liechtenstein de novembre à décembre 2006, l'espace d'un match contre le Pays de Galles, se soldant par une défaite (4-0, le 14 novembre 2006 à Wrexham).

## Palmarès
- Championnat de Suisse
  - Champion : 1982, 1983, 1984, 1990, 1991, 1995

- Coupe de Suisse
  - Vainqueur : 1983, 1990 et 1994 (comme joueur) ; 2014 (comme entraîneur)